# Olocau
Olocau è un comune spagnolo di 1 479 abitanti situato nella comunità autonoma Valenciana. Si trova vicino a Valencia e alle montagne della Serra Calderona.